# 宇佐美登
宇佐美 登（うさみ のぼる、1967年（昭和42年）2月16日 - ）は、日本の政治家。元衆議院議員（2期）。

## 経歴
東京都大田区雪谷生まれ。大田区立雪谷小学校、大田区立雪谷中学校、早稲田大学高等学院、早稲田大学理工学部機械工学科卒業。松下政経塾第10期生（同期に横浜市長を務めた中田宏）。

### 政治家に
武村正義の秘書を経て、1993年の第40回衆議院議員総選挙に新党さきがけ公認で旧東京2区から立候補し、26歳で初当選（当時最年少）。1996年、小選挙区比例代表並立制導入後初めて実施された第41回衆議院議員総選挙では、東京3区から新党さきがけ公認で出馬するも、自由民主党の栗本慎一郎に敗れ、落選。
1998年の第18回参議院議員通常選挙には新党さきがけ公認で比例区から名簿順位2位で立候補するが、さきがけの獲得議席が0であったため落選。その後新党さきがけを離党し、民主党に入党。2000年の第42回衆議院議員総選挙には民主党公認で東京4区から立候補したが、再び落選した。
2003年の第43回衆議院議員総選挙では東京4区から民主党公認で立候補。自民党の中西一善に敗れるが、重複立候補していた比例東京ブロックで復活し、7年ぶりに国政へ復帰した。2005年の第44回衆議院議員総選挙では東京4区から立候補したが、自民党の平将明に敗れ、比例復活もならず落選。
2007年の統一地方選挙に際して民主党を離党し、大田区長選挙に無所属で立候補するが、自民党推薦の松原忠義に約9千票差で惜敗した。
2009年（平成21年）の第45回衆議院議員総選挙では東京4区から無所属（平沼グループ）で立候補するが、民主党新人の藤田憲彦、自民党前職の平将明に次ぐ3位で落選した。

### いわき市へ
2011年東日本大震災に際して、父：聖（さとし）の郷里であるいわき市にボランティアとして訪問する。
2012年（平成24年）政治活動の拠点をいわき市に移す。同年の第46回衆議院議員総選挙では福島5区から日本維新の会公認で立候補したが落選した。その後、日本維新の会を離党した。
2013年（平成25年）9月、いわき市長選挙に無所属で立候補した。31,402票を獲得するも3位で落選した。
2017年（平成29年）9月、再びいわき市長選挙に無所属で立候補したものの、36,411票で落選した（3位）。
同年10月、第48回衆議院議員総選挙に、希望の党比例単独候補（名簿順位19位）として東北ブロックから立候補したが、落選した。
2021年3月14日、同年秋に行われるいわき市長選挙へ立候補する意向が伝えられ、同選挙に無所属で立候補したが、9月5日投開票の結果、元文部科学省室長の内田広之に敗れ次点で落選した。
2025年7月24日、同年9月7日投開票のいわき市長選挙への立候補を表明した。

## 衆議院議員としての実績
- タヒチムルロア環礁でのフランスの核実験に抗議し、現地におもむいた為、フランス軍に一時拘束される。
- 携帯電話の自由化や自動車の6ヶ月点検廃止、高速道路でのバイク2人乗り自由化などの規制緩和を行う。
- 長良川河口堰などの公共事業のあり方の見直しに取り組む。

## 所属していた団体・議員連盟
- ホームエンタテイメント議員連盟（副会長）